# باشگاه فوتبال بروکلین ایتالیانس
بروکلین ایتالیانس یک تیم فوتبال آمریکایی مستقر در بروکلین، نیویورک سیتی، نیویورک، ایالات متحده آمریکا است. این تیم که در سال ۱۹۴۹ تأسیس شد، آخرین بار در فصل ۲۰۱۹ در لیگ برتر فوتبال ملی (ان‌پی‌اس‌ال)، یک لیگ آماتور ملی در رده چهارم فوتبال آمریکا، در بخش شمال شرقی اقیانوس اطلس بازی کرد.